# Station Højrup
Station Højrup is een voormalig spoorwegstation in Højrup, Denemarken. Het station lag aan de spoorlijn Ringe - Faaborg die in 1882 was aangelegd door de Sydfyenske Jernbaner (SFJ).
Station Højrup werd op 1 april 1882 geopend. Het stationsgebouw was ontworpen door N.P.C. Holsøe. Naast het stationsgebouw stond een los toiletgebouwtje.
Het reizigersverkeer tussen Ringe en Faaborg werd op 27 mei 1962 beëindigd. Het goederenvervoer bleef nog wel doorgang vinden en tot 30 oktober 1967 was er zelfs nog personeel aanwezig op station Højrup voor het afhandelen van pakketvervoer en de verkoop van buskaartjes. Uiteindelijk werd het stationsgebouw in 1967 verkocht aan een particulier.
Het stationsgebouw is bewaard gebleven, maar het losstaande toiletgebouwtje verkeerde in dermate slechte staat dat het in 2011 is afgebroken. Het spoor is opgebroken en op de oude spoorbaan is een wandel-/fietspad aangelegd.